# Verbindung Berliner Studentinnen Lysistrata
Die Verbindung Berliner Studentinnen Lysistrata (VBSt Lysistrata) ist eine studentische Frauenverbindung in Berlin. Die VBSt Lysistrata ist farbentragend, nichtschlagend, politisch und konfessionell neutral und gehört keinem Dachverband an. Sie vereint Studentinnen und Alumnae der Berliner Hochschulen und der Universität Potsdam.

## Geschichte
Die VBSt Lysistrata wurde am 18. Juli 1985 von sieben Berliner Studentinnen auf dem Corpshaus des Corps Teutonia Berlin (WSC) gegründet. Somit stellt sie eine der ältesten noch aktiven Frauenverbindungen in Deutschland dar.
Der Name Lysistrata (deutsch in etwa 'Die Heeresauflöserin') ist der Name einer Komödie des griechischen Dichters Aristophanes. Die Titelfigur ist dabei die Führerin der rebellischen Frauen Athens und Spartas, die sich zusammentun, um ihre kriegführenden Ehemänner durch Sexentzug zum Friedensschluss zu zwingen. Die VBSt Lysistrata ist somit eine der wenigen Verbindungen in Deutschland, deren Name sich aus klassischen Traditionen herleitet.
Unter der Führung dieser ersten weiblichen Hauptfigur eines Theaterstücks "Lysistrata" besetzten die Frauen in der Komödie die Akropolis, deren Betreten zur damaligen Zeit allein Männern vorbehalten war. Der Name steht daher auch symbolisch für das Einbrechen in eine Männerdomäne, da das deutsche Verbindungswesen traditionell männlich geprägt ist. Die VBSt Lysistrata beruft sich somit ausdrücklich auf feministische Positionen. Dies spiegelt sich auch im Wahlspruch "Frau sein, frei sein" wider.
Bezüglich Couleur und Veranstaltungen (Kneipen, Kommerse) orientierten sich die Gründerinnen an den Traditionen der Herrenverbindungen. Die VBSt Lysistrata ist jedoch wie alle Damenverbindungen nichtschlagend.
Ein eigenes Verbindungshaus haben sie nicht, so feiern sie ihre Veranstaltungen teilweise bei den männlichen Studentenverbindungen. Ihre Konstante hat die VBSt Lysistrata bei der Landsmannschaft Preußen Berlin.

## Grundsätze und Ideale
Die VBSt Lysistrata bekennt sich zur freiheitlich-demokratischen Grundordnung der Bundesrepublik Deutschland. Sie verpflichtet sich dem Toleranzprinzip, d. h. der religiösen, politischen und weltanschaulichen Freiheit des Einzelnen. Ordentliches Mitglied kann jede – deutsche oder ausländische – immatrikulierte oder ehemalige Studentin werden, die ihren Lebensmittelpunkt in Berlin hat.
Die von Lysistrata angestrebten Ideale sind "Toleranz über alle Gegensätze hinaus, gegenseitige Hochachtung und Freundschaft auf Lebenszeit".

## Couleur

### Allgemeines
Die Mitglieder der VBSt Lysistrata werden als Bundesschwester (vergleichbar Bursche) und Hohe Dame (vergleichbar Alter Herr) bezeichnet. Sie tragen das Band in den Farben rot-weiß-rot. Die Farben sind der Berliner Flagge entnommen. Die Neumitglieder tragen die Bezeichnung Fux. Sie tragen das Fuxenband in den Farben rot-weiß.
Zum Band wird dabei eine rote Mütze getragen. Zur Abendgarderobe kann das Band durch eine Bandschleife in den Verbindungsfarben ersetzt werden, sofern das Band auf nackter Haut liegen würde.

### Wappen
Die Farben rot-weiß-rot finden sich auch in der Federzier der Helmkrone auf dem Wappen wieder. Die Helmkrone selbst stellt das Brandenburger Tor dar.
Das eigentliche Wappenschild setzt sich aus einem Gevierten Hauptschild und einem Herzschild, welches den Zirkel der Lysistrata zeigt, zusammen. Die vier Felder zeigen im Einzelnen (heraldisch beschrieben):
- Rechts oben: schräglinks geteilt die Farben rot-weiß-rot, die Farben der Verbindung und der Stadtflagge von Berlin.
- Links oben: eine Eule über einer Schriftrolle als Zeichen für die Göttin Athene, der Verkörperung der Weisheit und der Gelehrsamkeit.
- Rechts unten: Lorbeerkranz mit einer Schleife in den Bundesfarben, darin das Gründungsdatum; die Zahl "VII" steht für die sieben Gründerinnen.
- Links unten: die Namensgeberin der Verbindung, die Theaterfigur Lysistrata, vor der Akropolis.